# Bernardo Brixy
Eduard Ante (Slavoljub) Brixy (Bernardo) (Ogulin, 7. listopada 1882. - Zemun, 28. listopada 1946.), hrvatski franjevac, prirodoslovac, tehničar i crkveni glazbenik, predvodnik rendgenske kristalografije u Hrvatskoj i popularizator prirodoslovlja. 

## Životopis
Osnovnu školu završio u rodnom Ogulinu, gimnaziju u Zagrebu, u kojem studira teologiju, matematiku i fiziku na Mudroslovnom fakultetu. Radio je kao profesor na Franjevačkom učilištu u Varaždinu, gdje je osnovao fizikalni kabinet. Došavši u Zagreb, bio je profesor na Nadbiskupskoj visokoj školi, a radio je i u fizikalnom kabinetu te u suradnji s prof. Stjepanom Hondlom proučavao interferenciju rendgenskih zraka. Napustivši 1928. franjevački red, radio je kao profesor matematike i fizike Pomorske škole u Bakru, kojoj je neko vrijeme bio ravnatelj. Od 1934. do 1938. bio je i profesor na Pomorskoj školi u Dubrovniku.
Radovima »Röntgenove zrake s obzirom na najnovija otkrića« (Hrvatska prosvjeta, 1916.), u kojem je, uz ostalo, upozorio na opasnost (prije svega za liječnike, što je znanstvena zajednica poslije zaboravila) od izloženosti rendgenskim zrakama, »Katodne i Röntgenove zrake« (Naša misao, 1918.) i »Teorija interferencije Röntgenovih zraka u najopćenitijem slučaju« (Nastavni vjesnik, 1917.) iznjedrio je više kristalografskih pojmova na hrvatskom jeziku, od kojih su mnogi i danas u uporabi. Njegovo otkriće difrakcije X-zraka u kristalu imalo je veliko značenje za razvoj moderne kristalografije. Tomu treba pribrojiti i članak »Polukonvergentni nizovi za Besselove funkcije kompleksnoga argumenta nultoga i prvoga stepena s primjenom na skinefekt« (Radovi JAZU, 1920.)
Objavio je više stručnih i popularnih radova iz matematike, fizike i teologije, tako već kao student u Hrvatskoj straži 1913. oveći pregledni rad »Historijski razvoj teorije o magnetizmu i elektricitetu«, a poslije piše i u Mladosti, Hrvatskoj prosvjeti, Našoj misli, Času, Katoličkom listu, Novoj reviji, Bogoslovskoj smotri i Nastavnom vjesniku. Budući da je bio i matematičar, priredio je »Zadatke iz algebre i geometrije za srednje škole« (1923.) te gimnazijski priručnik »Obrasci iz matematike« (1925.) Bavio se i glazbom kao član gudačkoga sastava glazbeno-pjevačkoga društva »Vijenac« u Zagrebu te orguljaš franjevačkih crkava u Varaždinu i Zagrebu. Skladao je crkvenu glazbu: »Missa de Requiem cum Libera« za jedan ili četiri nejednaka glasa s orguljama, lamentacije »Lamentatio Jeremiae Porphetae« za četveroglasni muški zbor, »Litanije lauretanske« i popijevke, dio kojih mu je tiskan i objavljen u Sv. Ceciliji. Krajem 1925. objavio je svoj rad po kojem je najpoznatiji široj javnosti »Tri večeri o radiotelegrafiji i radiofoniji sa 25 crteža« ↓1, što predstavlja prvu hrvatsku (i u Jugoistočnoj Europi) stručnu knjigu o radiju, napisanu na temelju njegovih javnih predavanja održanih u Jeronimskoj dvorani u Zagrebu 4., 5. i 6. travnja iste godine, u kojoj radiofonijsko pojmovlje tumači i prevodi na hrvatski jezik.
Području filozofije i teologije doprinosi knjigom »Princip entropije i opstanak Božji« (1919.) Važan je filozofski rad »Pretpostavke u entropološkom dokazu egzistencije Božje« (Nova revija, 1922.), u kojem raspravlja o filozofskom dokazu o egzistenciji Božjoj koji se naziva entropološki ili fizikalni dokaz, kao i kraći teološki rad »O ‘neizmjernom’ u apologetici« (Bogoslovska smotra, 1922.), u kojem upozorava na pogrešna tumačenja tog pojma, zaključivši da »neizmjerno nema karakter broja«. Zanimljivo je da nakon napuštanja franjevačkoga reda gotovo prestaje objavljivati, osim nekoliko popularizacijskih članaka za Radio vjesnik, Strojarski vjesnik i Radio Zagreb. 
Ostvarenim opusom spada u skupinu istaknutih hrvatskih prirodoznanstvenika na polju znanosti o zračenju do 1945. godine.